# Montserrat Mainar i Benedicto
Montserrat Mainar i Benedicto (Barcelona, 1928 — Barcelona, 22 de febrer de 2015) fou una esmaltadora catalana.
Filla de Josep Mainar i Pons, es formà a l'Escola Massana amb Miquel Soldevila. En els seus inicis, col·laborà amb Alexandre Cirici en el disseny de vestuari per a l'Esbart Verdaguer, per exemple, i participà en iniciatives com la fundació dels Salons de Maig i d'Art Femení. Aviat s'interessà per la tècnica de l'esmalt i les seves noves aplicacions i va fer la primera exposició individual a les Galeries Syra de Barcelona, el 1957.
El 1952 guanyà el Concurso Exposición de la Santa Cena del Congrés Eucarístic de Barcelona, del 1955 el Gran Premi d'esmalt de la Bienal Hispanoamericana de Arte i el 1961 fou convidada a la Mostra internacional de joieria del Victoria and Albert Museum de Londres. El 1975 obtingué el premi de la Biennal Internacional de Llemotges, el certamen més acreditat de l'especialitat. Ha exposat habitualment per mostrar la seva obra a les galeries de Barcelona Syra i Rovira, o bé a Sabadell –Galería lntel·lecte–, Madrid, Londres, o altres ciutats europees. El 2008, amb motiu del seu vuitantè aniversari, va fer una exposició a la sala Rovira de Barcelona.
Els seus esmalts són plats i bols, creus i copes, botons i collarets, plaques i trofeus, però també grans plafons figuratius i revestiments murals. De la seva obra, caracteritzada per la riquesa de textures i la gamma cromàtica que aconseguia amb les insòlites combinacions de materials, cal destacar la inspirada en la lectura dels clàssics: els poemes d'Homer o bé el Tirant lo Blanc, dels quals n'oferia una visió amable i mediterrània. Però la seva obra més popular és el frontal de l'altar major de la basílica de Montserrat (1958), en el qual va representar el Sant Sopar.
L'èxit més important de la carrera de Mainar va ser la d'explorar a fons la tècnica i l'ofici de l'esmalt, considerat un art menor fins aleshores, i elevar-lo a categoria d'art major amb tota mena de possibilitats expressives.
Conserven obra de Montserrat Mainar el Museu d'Història de l'Hospitalet i el Museu del Disseny de Barcelona.